# Aulacophora vicina
Aulacophora vicina es un coleóptero de la familia Chrysomelidae.
Fue descrita científicamente por primera vez en 1835 por Boisduval.